# Лаптєв Микола Васильович
Микола Васильович Лаптєв (6 січня 1910, село Вознесенський Завод Темниковського повіту Тамбовської губернії, тепер селище Вознесенське Вознесенського району Нижньогородської області, Російська Федерація — 5 липня 1976, місто Челябінськ, тепер Російська Федерація) — радянський державний діяч, 1-й секретар Челябінського обласного комітету КПРС, 1-й секретар Орджонікідзевського (Єнакіївського) міського комітету КП(б)У. Член ЦК КПРС у 1956—1961 роках. Депутат Верховної ради РРФСР 3-го скликання. Депутат Верховної ради СРСР 4—5-го скликань.

## Життєпис
Народився в родині робітника.
З 1926 року — робітник, сталевар Кулебацького металургійного заводу Нижньогородської губернії.
Член ВКП(б) з 1929 року.
У 1931 році закінчив Кулебацький індустріальний технікум, технік—сталеплавильник.
У 1931—1933 роках служив у Червоній армії.
У 1933—1938 роках — сталевар, майстер, начальник зміни мартенівського цеху Риковського (з 1936 року — Орджонікідзевського, тепер — Єнакіївського) металургійного заводу Донецької області.
У 1936 році закінчив два курси Дніпропетровського металургійного інституту.
У 1938—1941 роках — 2-й секретар, 1-й секретар Орджонікідзевського (Єнакіївського) міського комітету КП(б)У Сталінської області.
З 1941 року — в апараті ЦК ВКП(б).
У 1949 році закінчив Вищу партійну школу при ЦК ВКП(б).
У 1949 — травні 1950 року — 2-й секретар Челябінського міського комітету ВКП(б).
У травні 1950 — березні 1951 року — 1-й секретар Челябінського міського комітету ВКП(б).
У березні 1951 — жовтні 1952 року — 2-й секретар Челябінського обласного комітету ВКП(б).
У жовтні 1952 — 16 березня 1961 року — 1-й секретар Челябінського обласного комітету КПРС. 
З березня 1961 року — персональний пенсіонер союзного значення в місті Челябінську.
Помер 5 липня 1976 року в місті Челябінську. Похований на Успенському цвинтарі в Челябінську.

## Нагороди
- два ордени Леніна
- орден Червоної Зірки
- орден «Знак Пошани»
- медаль «За трудову доблесть»
- медалі